# Третья Мессенская война
Третья Мессенская война (465—458 или 455 до н. э.) — крупнейшее в древности восстание илотов Мессении и Лаконии.
В 465 году до н. э. в Спарте произошло сильное землетрясение, погибло много спартиатов, распространилась паника. Илоты подняли восстание, но не смогли взять Спарту штурмом и отошли в Мессению. Повстанцы укрепились на неприступной горе Итома и, несмотря на военную помощь Спарте со стороны многих греческих полисов, стойко держались в течение 10 лет.
Среди прочих, помощь в осаде Итомы поначалу оказывали и Афины, что было следствием правления проспартански настроенного аристократа Кимона в промежутке между Фемистоклом и эпохой Перикла. Неудачи под Итомой имели свои последствия как для Спарты, так и для Афин — пошатнулся военный престиж победителей первого этапа греко-персидских войн, выросло недоверие между бывшими союзниками, Кимон был подвергнут остракизму. Спартанцы были вынуждены предоставить свободный выход из Мессении восставшим, которые при содействии афинян поселились в городе Навпакт на северном побережье Пелопоннесса.
Отчасти мессенские события явились прологом к всегреческим междоусобным конфликтам — Малой (первой) и длительной (второй) Пелопоннесским войнам. Мессения освободилась только почти столетие спустя, а в очаге бывшего сопротивления, под горой Итомой, был основан город Мессена (совр. Месини), новая столица.